# Bartosz Gelner
Bartosz Gelner, né le 25 avril 1988 à Chorzów, est un acteur polonais. Il termine en 2012 à Cracovie l'École nationale supérieure de théâtre Ludwik Solski. Depuis 2014, il est intégré à la troupe du Nouveau théâtre de Varsovie.

## Filmographie
- 2011: La Chambre des suicidés (Sala samobójców): Aleksander Lubomirski
- 2012: Dzień oszusta: Leszek
- 2013: Ligne d'eau (Płynące wieżowce): Michał
- 2017 : Ultraviolet : Kamil Łoziński (série télévisée)
- 2021 : Sexify : Konrad